# Chiesa di San Pietro in Avenano
La chiesa di San Piero in Avenano si trova nel comune di Gaiole in Chianti, presso la località di San Piero in Avenano.
Questo edificio «costituisce l'esempio più significativo dell'architettura gotica religiosa del chianti e forse dell'interro contado fiorentino».

## Storia
Appare citata per la prima volta come pieve in un documento della abbazia di Coltibuono risalente al 995 quando, secondo Emanuele Repetti, era unita alla pieve di Spaltenna. Alla fine del XIII secolo le due chiese sono presentate come unità distinte con un ben stabilito rapporto gerarchico. La chiesa di San Pietro viene citata come canonica, sede cioè di una comunità di sacerdoti secolari, inserita nel piviere di Spaltenna.
Fu un antichissimo patronato dei Ricasoli. Oggi la chiesa, non più officiata da tempo, versa in uno stato di enorme degrado e abbandono, che solo un accurato restauro e una valorizzazione potrebbe interrompere.

## Descrizione

### Esterno

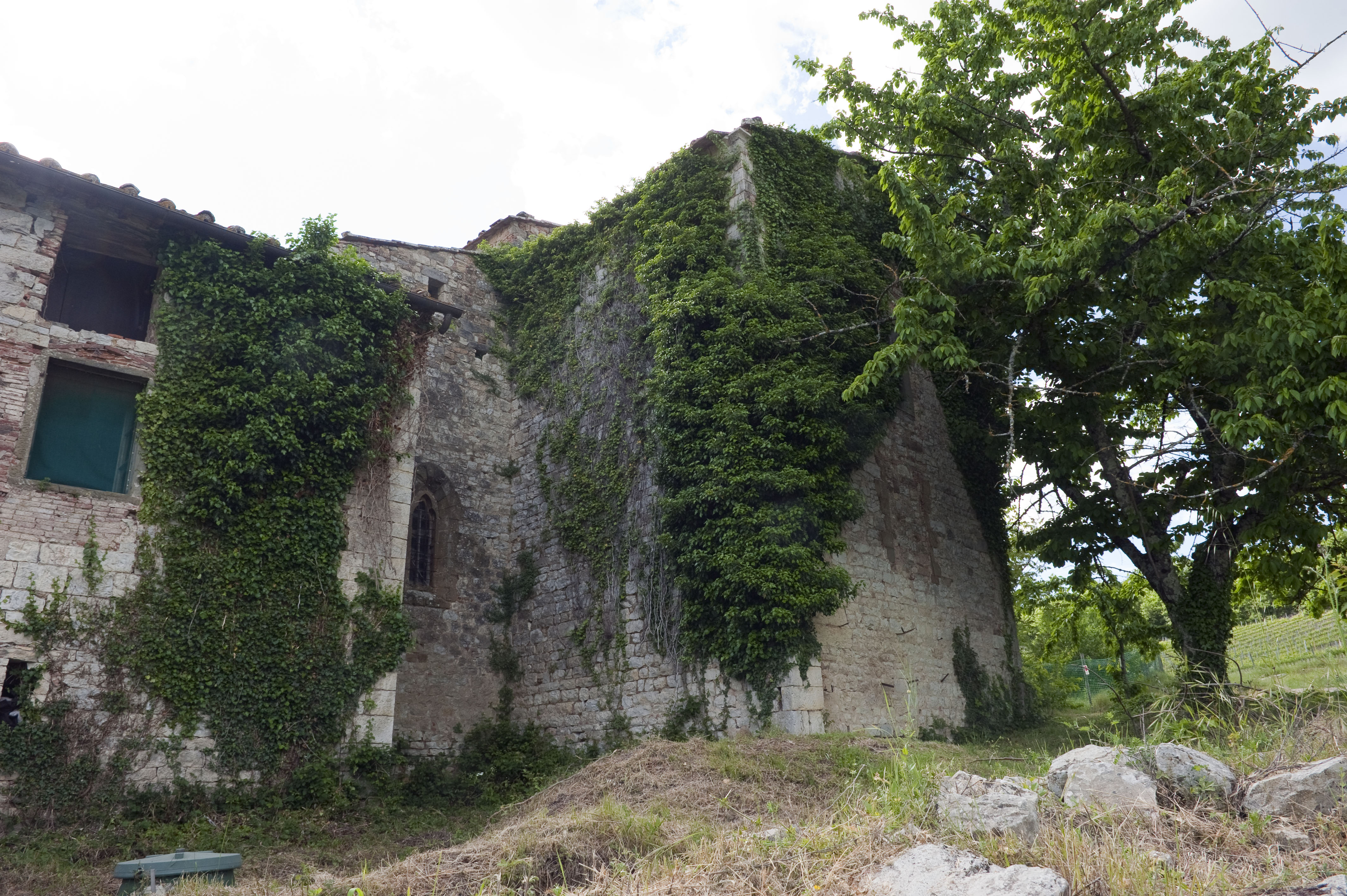
Vista della zona tergale

La facciata a capanna presenta uno schema di gusto romanico conferitole con il ripristino del 1832 ed è scandita da quattro lesene e da un paramento murario con pietre a vista. Al centro si apre il semplice portale: ha un architrave monolitica ed è sovrastato da una lunetta con archivolto estradossato sestiacuto, secondo uno schema abbastanza diffuso nell'architettura romanica dell'area fiorentina a partire dal XIII secolo. In facciata è anche un grande occhio che dà luce all'interno. Esternamente l'edificio è aperto anche da tre finestrelle poste nella scarsella e nelle pareti terminali delle navate minori.
Nella parte finale della parete della fiancata sinistra sono visibili i resti della originaria torre campanaria la cui costruzione non venne però mai completata; sul suo basamento venne eretto l'attuale campanile a vela, realizzato in mattoni.

### Interno
L'edificio presenta una pianta di tipo basilicale a tre navate concluse da una scarsella quadrata; ogni navata è divisa da cinque campate con archi a tutto sesto poggianti su pilastri ottagonali. La copertura interna è realizzata con volte ogivali a crociera: dai capitelli dei pilastri partono delle alte lesene che arrivano a sostenere le mensole degli archi delle volte; anche nella scarsella così come nelle navate minori sono presenti delle volte a crociera costolonate.
L'interno venne completamente ridefinito ai primi del XX secolo quando fu interamente intonacato e dipinto con una scialba tonalità grigiastra che nei pilastri e nelle volte andò a nascondere la bellezza della pietra originaria. Nella scarsella si trova un arco decorato con formelle in terracotta invetriata raffiguranti cherubini, rosette e l'arme dei Ricasoli; si tratta di un'opera danneggiata dai furti e attribuita ad Andrea della Robbia.
Dalla chiesa proviene anche il trecentesco polittico con la Madonna tra i santi Vincenzo, Pietro, Paolo e Lorenzo, firmato da Luca di Tommè, depositato presso la Pinacoteca di Siena.